# Amphicrossa hemadelpha
Amphicrossa hemadelpha är en fjärilsart som beskrevs av Oswald Beltram Lower 1897. Amphicrossa hemadelpha ingår i släktet Amphicrossa och familjen mätare. Inga underarter finns listade i Catalogue of Life.